# Голинчинецька сільська рада
| Голинчинецька сільська рада — орган місцевого самоврядування у Шаргородському районі Вінницької області з адміністративним центром у с. Голинчинці. |

## Населені пункти
Сільській раді підпорядковані 2 населені пункти.
| № | Назва населеного пункту | Населення | Площа, км² | Густота населення | Дата заснування |
| - | ----------------------- | --------- | ---------- | ----------------- | --------------- |
| 1 | с. Голинчинці           | 1070      | 27,4       | 39,05             | 1775            |
| 2 | с. Синьожупанники       | 83        | 0,034      | 2441,18           | —               |

## Склад ради
Рада складається з 16 депутатів та голови.

## Керівний склад сільської ради
| ПІБ                    | Основні відомості                                                         | Дата обрання | Дата звільнення |
| ---------------------- | ------------------------------------------------------------------------- | ------------ | --------------- |
| Олійник Юрій Дмитрович | Сільський голова, 1976 року народження, освіта, безпартійний              | 26.03.2006   | 31.10.2010      |
| Олійник Юрій Дмитрович | Сільський голова, 1976 року народження, освіта вища, член народної партії | 31.10.2010   |                 |

Примітка: таблиця складена за даними джерела